# Pomniki i rzeźby w Starym Zoo w Poznaniu

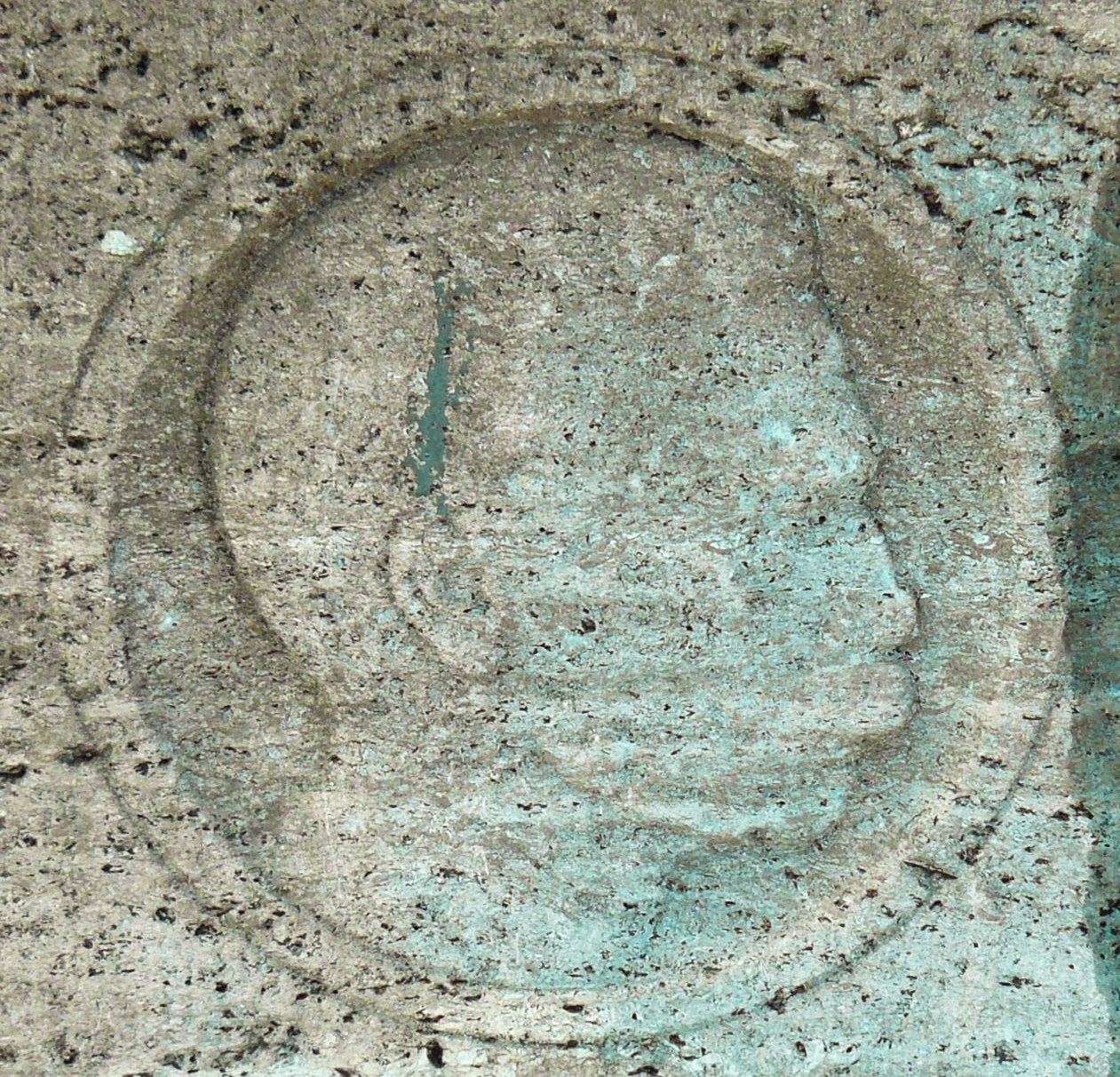
Robert Jaeckel

Pomniki i rzeźby na terenie Starego Zoo w Poznaniu – zespół rzeźb i pomników zlokalizowany na terenie Starego Zoo w Poznaniu.

## Geneza
Ogród zoologiczny w Poznaniu przy ulicy Zwierzynieckiej jest jednym z najstarszych w Polsce, a o jego bogatej przeszłości świadczą zachowane zabytkowe pawilony, woliery i budynki. Na terenie założenia znajduje się także kilka pomników z różnych okresów, przede wszystkim o charakterze animalistycznym. Poniższa lista przedstawia wszystkie rzeźby i pomniki na terenie ogrodu.

## Zestawienie
| Tytuł lub nazwa | Autor        | Data powstania              | Zdjęcie | Opis, uwagi i lokalizacja |
| Lew             | August Gaul  | 1910                        |         | Na cokole umieszczono medalion z podobizną Roberta Jaeckla – pierwszego dyrektora Ogrodu Zoologicznego w Poznaniu w latach 1883-1907, oraz tablicę pamiątkową o treści: W tym miejscu powstał 100 lat temu poznański ogród zoologiczny. Poznań we wrześniu 1974 roku. Inskrypcja na podstawie rzeźby lwa głosi: A. Gaul 1910, co upamiętnia twórcę pomnika – berlińskiego artystę-animalistę, Augusta Gaula. Pomnik zlokalizowany w pobliżu wejścia do Muzeum Wiedzy o Środowisku PAN i woliery dla ptaków brodzących, pochodzącej z 1924 roku. |
| Koń             | Nieznany     | po 1945                     |         | Pomnik wykonany z brązu – naturalnej wielkości wyobrażenie masywnie zbudowanego konia. Stoi w pobliżu wejścia. Rzeźba przywieziona ze Związku Radzieckiego po 1945. |
| Wilk            | Nieznany     | nieznany (co najmniej 1934) |         | Naturalnej wielkości wyobrażenie wilka. Popularne wśród poznaniaków miejsce fotografii dziecięcej (na wilku można siadać okrakiem). |
| Małpa           | Nieznany     | Nieznana                    |         | Rzeźba wykonana z malowanego betonu, stojąca najbliżej wejścia do ogrodu, na wysokim cokole. |
| Pelikany        | Nieznany     | Nieznana (po II wojnie)     |         | Betonowa, modernistyczna rzeźba wyobrażająca trzy przytulone do siebie pelikany. |
| Krokodyl        | Nieznany     | Nieznana (po II wojnie)     |         | Drewniana rzeźba krokodyla, pełniąca rolę urządzenia zabawowego dla dzieci. Zlokalizowana tuż obok Konia. |
| Marabut         | Edward Haupt | 1929                        |         | Rzeźba marabuta wykonana wraz z pawilonem wejściowym i częścią ogrodzenia na PeWuKę. |